# Françoise Benhamou
Françoise Benhamou, nascida em 1952, é uma economista, professora na Universidade Paris-XIII e escritora francesa, especialista em economia da cultura e mídia. Desde 6 de janeiro de 2012, ela é membro da Agência Reguladora das Comunicações Eletrônicas e dos Correios (ARCEP) na França.

## Carreira
Formada em ciências sociais e em economia, ela foi professora associada (Maître de conférences) da Universidade de Paris X - Nanterre e encarregada de dar aulas na Escola Normal Superior de Paris, além assessora técnica (1991-1993) para a política de livro e leitura junto ao ministro da Cultura, Jack Lang, durante o governo de François Mitterrand.
Até 2008, ela foi professora da universidade de Rouen e pesquisadora sobre MATISSE na Universidade de Paris I (em Sorbonne). Atualmente ela é professora na Universidade de Paris XIII (também conhecida como Paris-Norte) e responsável pela linha de "economia do patrimônio" no Instituto Nacional do patrimônio de Paris. Por dois anos ela foi vice-presidente da Universidade de Paris XIII, encarregada de cuidar das relações internacionais da universidade. Dá aulas também na Universidade de Paris I, no Instituto nacional do Audiovisual (Ina), no Instituto Nacional do Patrimônio, na Universidade de Turim e na Universidade Senghor da Alexandria.
Uma das principais referências em economia da cultura em todo o mundo, e também no Brasil, Benhamou publicou diversos livros na França. Entre eles, "Economia da Cultura", traduzido para o português em 2007 no Brasil.